# ماکسیما آکونیا
ماکسیما آکونیا (انگلیسی: Máxima Acuña؛ زادهٔ ۱۹۷۰) یک کشاورز و طرفدار محیط زیست پرویی است. وی از سال ۲۰۱۱ میلادی فعالیت دارد. او به دلیل مبارزه‌اش برای حفظ زمینی که شرکت معدنی نیومانت و بوئناونتورا می‌خواست آن را برای ایجاد یک معدن جدید تصاحب کند، ایستادگی کرد. وی به‌خاطر تحمل سال‌ها ارعاب و خشونت توسط این شرکت در ۲۰۱۶ برندهٔ جایزه محیط زیست گلدمن شده است.

## زندگی‌نامه
ماکسیما آکونیا یک بافنده پرویی و کشاورز معیشتی است که در شهری دورافتاده در ارتفاعات شمالی پرو زندگی می‌کند. در ۱۹۹۴، آکونیا و همسرش ۲۷ هکتار زمین در تراگادرو گرانده، ناحیه سوروچوکو، استان سلندین، بخش کاخامارکا خریدند. این مکان سه ساعت از شهر اصلی سلدین فاصله دارد، این مستغلات در مسیر یکی از چهار دریاچه‌ای است که معدن یاناکوخا به دنبال دسترسی به آن بوده است تا آن را همانند معدن روباز کونگا گسترش دهد. شرکت معدنی نیومانت در ۲۰۱۵ مدعی شد که زمین آکونیا را در ۱۹۹۷ از جامعه محلی خریداری کرده است.
در ۲۰۱۱، خانه کوچک چمنی و خاکی آکونیا ویران شد، ابتدا در مه ۲۰۱۱، هنگامی‌که مهندسان معدن از یاناکوخا به منطقه اعزام شدند، نگهبانان امنیتی و افسران پلیس کلبه خاکی او را تخریب کردند. پلیس در سوروچوکو از گرفتن گزارش این ماجرا خودداری کرد. بار دوم در اوت ۲۰۱۱، هنگامی که آکونیا و دخترش بیهوش شدند، شوهرش شاهد ضرب و شتم آنها بود. خانواده این حادثه را با عکس‌های پزشکی قانونی و تصاویر ویدئویی به دادستان منطقه سلندین گزارش کردند، اما فایده‌ای نداشت.
در ۲۰۱۲، اعتراضات علیه معدن روباز کنگا گسترش یافت و در ژوئیه پنج معترض کشته شدند. در ۲۱ اکتبر آکونیا «از معترضان برای ماندن در سرزمینش استقبال کرد». یک هفته بعد او به پرداخت ۲۰۰ سول پرو (معادل۷۰ دلار آمریکا) در یاناکوخا جریمه شد و به وی اخطار داده شد تا زمین خود را ظرف ۳۰ روز ترک کند و به دلیل چمباتمه زدن غیرقانونی سه سال زندان (تعلیق) به او داده شد. درخواست‌های تجدیدنظر او در ۲۰۱۲ و ۲۰۱۴ ناموفق بود و دادگاه‌ها حکم اولیه در مورد آکونیا را تأیید کردند.
در ۵ مه ۲۰۱۴، کمیسیون بین‌المللی آمریکایی حقوق بشر (IACHR) سازمان کشورهای آمریکایی از دولت پرو درخواست کرد تا اقدامات پیشگیرانه‌ای را برای ۴۶ نفر از سران جوامع دهقانی از جمله خانواده آکونیا اتخاذ کند.
در دسامبر ۲۰۱۴، شکایت نیومانت مبنی بر اتهامات جنایی علیه آکونیا رد شد و در فوریه ۲۰۱۵ نیروهای امنیتی پی ساختمان را در محل خانه آکونیا تخریب کردند. به‌دنبال آن اعتراضات به لیما و در سایر نقاط و سطح بین‌المللی گسترش پیدا کرد. عفو بین‌الملل برای دفاع از او بسیج شد. کمیسیون بین‌المللی آمریکایی حقوق بشر خواستار تدابیر حفاظتی برای آکونیا شد و حفاظت او را تأمین کرد، اما دولت هیچ اقدامی در قبال آن انجام نداد.
وقتی از او پرسیده شد که آیا ترور برتا کاسیرس روی او تأثیر گذاشته است، آکونیا گفت: «... ترسی به خود راه نمی‌دهم - مانع توقف انگیزه‌ام برای ادامه راه نمی‌شود.» آوریل ۲۰۱۶ شرکت نیومانت به ادعای مالکیتش بر زمین ادامه داد و گفت: «بر این زمین به خاطر کاشت در محدوده‌ای که اخیراً توسط خانواده‌اش شخم زده شده است، مالکیت آن را اعمال می‌کند.» گمان می‌رودخانه آکیونا توسط اراذل و اوباش استخدامی نیومانت مورد تعرض قرار گرفته‌باشد.

## زندگی شخصی
آکونیا، که کمتر از ۵ فوت قد دارد، توسط یک روزنامه‌نگار بروکلین به‌عنوان «مادربزرگ شرور ایستاده در معدن بزرگ» توصیف شده است. یک روزنامه کاخامارکا او را «بانوی تالاب‌ها» نامگذاری کرد، وی شبیه به شخصیت روزندو ماکوئی از رمان «جهان گسترده و دور است» اثر چیرو آلگریا می‌باشد.

## افتخارات
در آوریل ۲۰۱۶، آکونیا، که در آن زمان ۴۷ سال داشت، جایزه محیط زیست گلدمن ۲۰۱۶ را برای فعالیت‌های صلح‌آمیز خود در مورد معدن کنگا توسط شرکت معدنی نیومانت دریافت کرد.